# Nord-occità
El nord-occità és un conjunt supradialectal de l'occità, que agrupa l'alvernès, el llemosí i el vivaroalpí. La seva àrea s'estén des del Llemosí fins al Piemont, passant per l'Alvèrnia i el Delfinat. En aquest supradialecte cal incloure-hi també el poble de La Gàrdia a Calàbria. Existeixen dos subdialectes meridionals, pertanyents al llenguadocià, que fan una transició cap al nord-occità: es tracta del gavaldanès i del baix vivarès.

## Característiques
L'única característica destacada que distingeix el nord-occità d'altres dialectes occitans és la palatalització en cha i ja (o -ia) dels ca i ga llatins:
| etim                          | nord-occità | altres dialectes occitans |
| ----------------------------- | ----------- | ------------------------- |
| llatí cantare                 | chantar     | cantar                    |
| llatí vacca                   | vacha       | vaca                      |
| mot prellatí hipotètic gáuota | jauta       | gauta                     |
| llatí pacare                  | paiar       | pagar                     |
| llatí carricare               | charjar     | cargar                    |

Aquesta palatalització no toca els parlars gavots del departament dels Alps Marítims, considerats vivaroalpins en -ca.

## Origen
L'evolució cap a cha e ja (o ia) és un fenomen aparegut ja durant l'alta edat mitjana, abans fins i tot de la constitució definitiva de la llengua occitana vers el segle viii. Segons el lingüista Joan Pèire Chambon, és un fenomen que va aparèixer en alguns dialectes del llatí tardà de la zona de Lió, gran metropoli de l'antiguitat tardana. Així doncs, el francoprovençal (llengua de l'entorn de Lió), una gran part del francès (llevat dels dialectes normand i picard), el furlà, el ladí i una part del romanx presenten els mateixos fenòmens que el nord-occità.